# Dolphin Mall
Die Dolphin Mall ist ein Einkaufszentrum in der Stadt Sweetwater, in unmittelbarer Nähe zu Miami, im US-Bundesstaat Florida.
Es wurde am 1. März 2001 eröffnet und gilt mit einer vermietbaren Verkaufsfläche von 1.400.000 square feet (rund 130.000 m²) als größtes (Einzelhandels-)Einkaufszentrum im Miami-Dade County. Laut Aussage des Besitzers und Betreibers (Taubman Centers) beträgt die jährliche Besucherzahl 36 Millionen, womit das Einkaufszentrum mehr Personen besuchen, als das in Florida als Besuchermagnet geltende Universal Orlando Resort und das zum Walt Disney World Resort gehörende Magic Kingdom zusammen.

## Geschichte

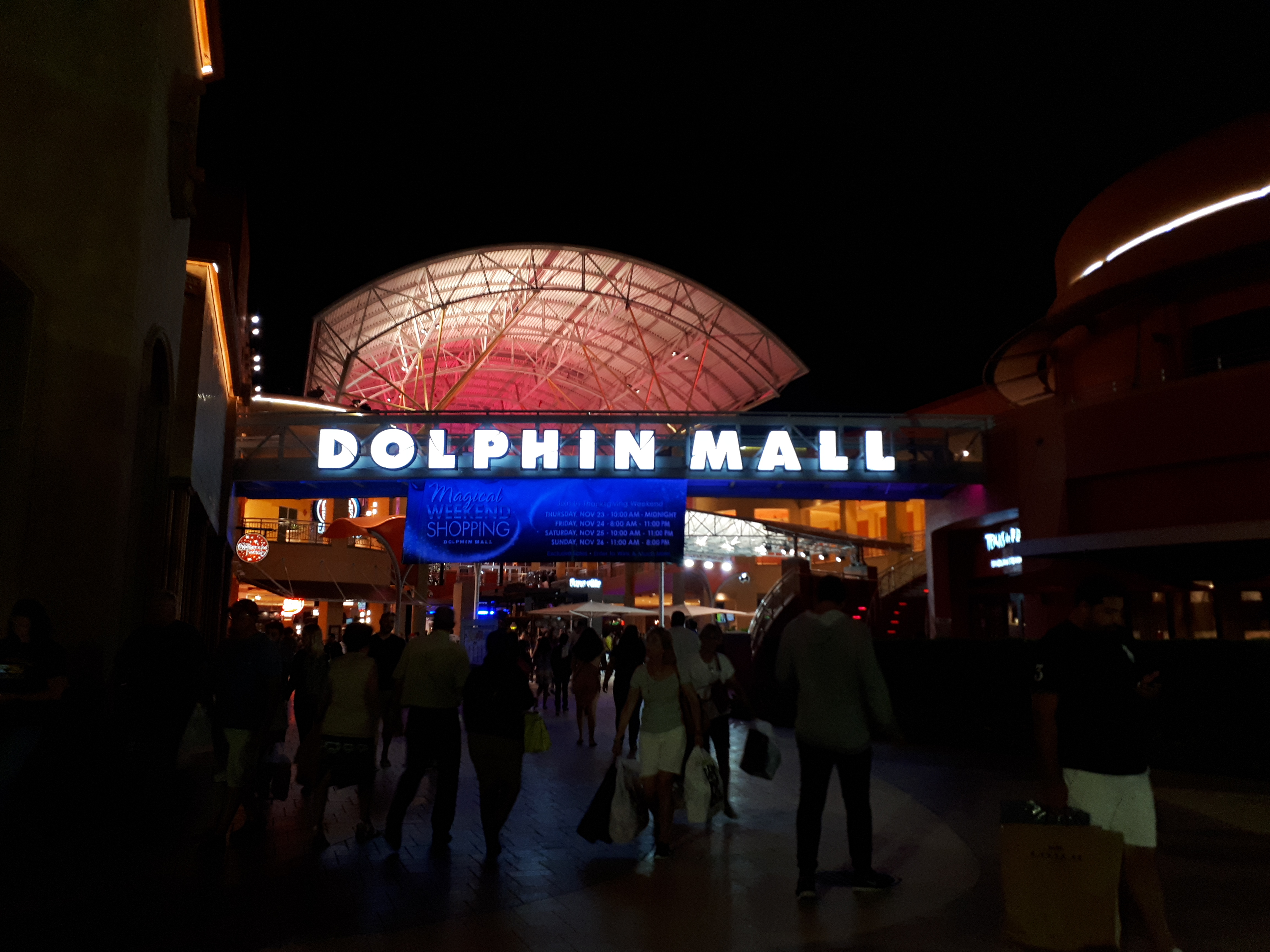
Nachtaufnahme des Ramblas Plaza, dem Entertainment-Bereich der Dolphin Mall (2017)

In der Planungsphase des Einkaufszentrums, noch Jahre vor der eigentlichen Eröffnung, sah man ein stark abgewandeltes Konzept vor. So sollte die vermietbare Verkaufsfläche über 2.200.000 Quadratfuß (ca. 200.000 m²) betragen und die Mall über eine Achterbahn, eine Regal-Cinemas-Kinowelt mit 28 Leinwänden und über 300 Geschäfte verfügen. Dieses Konzept wurde in weiterer Folge jedoch wieder weitgehend verworfen, nachdem Taubman Centers im Jahre 2000 die Eigentumsrechte erhielt und ein neues Konzept hervorbrachte. Zuvor hatte der vor allem in Florida umfangreich tätige Projektentwickler Michael Swerdlow mit seiner Swerdlow Real Estate Group die Entwicklung des Einkaufszentrums vorangetrieben, ehe im Jahre 1999 ein Joint Venture mit Taubman Centers eingegangen wurde. Die Pläne zum Bau der rund 1,4 Millionen Quadratfuß großen Dolphin Mall wurden ab 1998 in die Tat umgesetzt, als am 28. Juni 1998 der Spatenstich erfolgte. Eine Eröffnung sollte bereits im Herbst 1999 stattfinden.
Das von Beame Architectural Partnership aus Miami geplante Einkaufszentrum wurde schließlich am 1. März 2001 feierlich eröffnet und war die erste von vier Malls, die in diesem Jahr von Taubman Centers eröffnet wurde. Die anderen drei Malls sind The Shops at Willow Bend in Plano, Texas, International Plaza and Bay Street in Tampa, Florida und The Mall at Wellington Green in Wellington, Florida. Die Dolphin Mall wurde in einem ähnlich Design errichtet, wie die von der Simon Property Group betriebenen Mills-Einkaufszentren (siehe auch Mills Corporation). Eine dieser Mills-Einkaufszentren ist Sawgrass Mills in Sunrise, Florida, die die größte Outlet-Mall Südfloridas und zudem der Hauptkonkurrent der Dolphin Mall ist. Ein der Dolphin Mall ähnliches Einkaufszentrum ist die von Taubman betriebene Outlet-Mall Great Lakes Crossing in Auburn Hills, Michigan. Im Oktober 2002 kaufte Taubman Centers, die bis zu diesem Zeitpunkt 50 Prozent an der Mall besessen hatten, die restlichen 50 Prozent von Swerdlow für eine kolportierte Summe von knapp 97 Millionen US-Dollar, wovon 94,5 Millionen für das Einkaufszentrum selbst, sowie weitere 2,3 Millionen für sechs Acres an Fläche rund um die Liegenschaft waren. Zum Zeitpunkt der Übernahme waren etwa 80 % der vermietbaren Verkaufsfläche vermietet. Im Zuge des Deals wurden auch zwei Gerichtsstreitigkeiten der beiden Investoren niedergelegt.

## Erweiterungen und Eingemeindung der Mall
Die Mall mit ihren zwei Etagen ist in drei große Abschnitte unterteilt: Playa (Beach), Ramblas (Boulevards) und Moda (Fashion); diese wiederum sind in insgesamt neun verschiedene Zonen unterteilt. Im Laufe der Jahre kam es des Öfteren zu Erweiterungen der Mall. In den Jahren 2014 und 2015 wurden unter anderem rund 1250 neue Parkplätze sowie fünf neue Restaurants geschaffen. Hinzu kamen auch noch einige weitere kleinere Erweiterungen. Bereits 2010 kam es nach jahrelangen Streitigkeiten zu einer Entscheidung in der Standortproblematik; da sich die Dolphin Mall seit ihrem Bestehen auf einer Unincorporated Area befand, musste eine eigens dafür abgehaltene Wahl entscheiden, zu welcher Stadt die Mall in Zukunft zugehörig sein würde. Da sich die Mall im Gebiet zwischen Sweetwater und Doral befindet, konnten ausschließlich die Einwohner der beiden Städte an dieser Wahl, die mit 68 % zugunsten von Sweetwater ausfiel, teilnehmen.

## Ankermieter

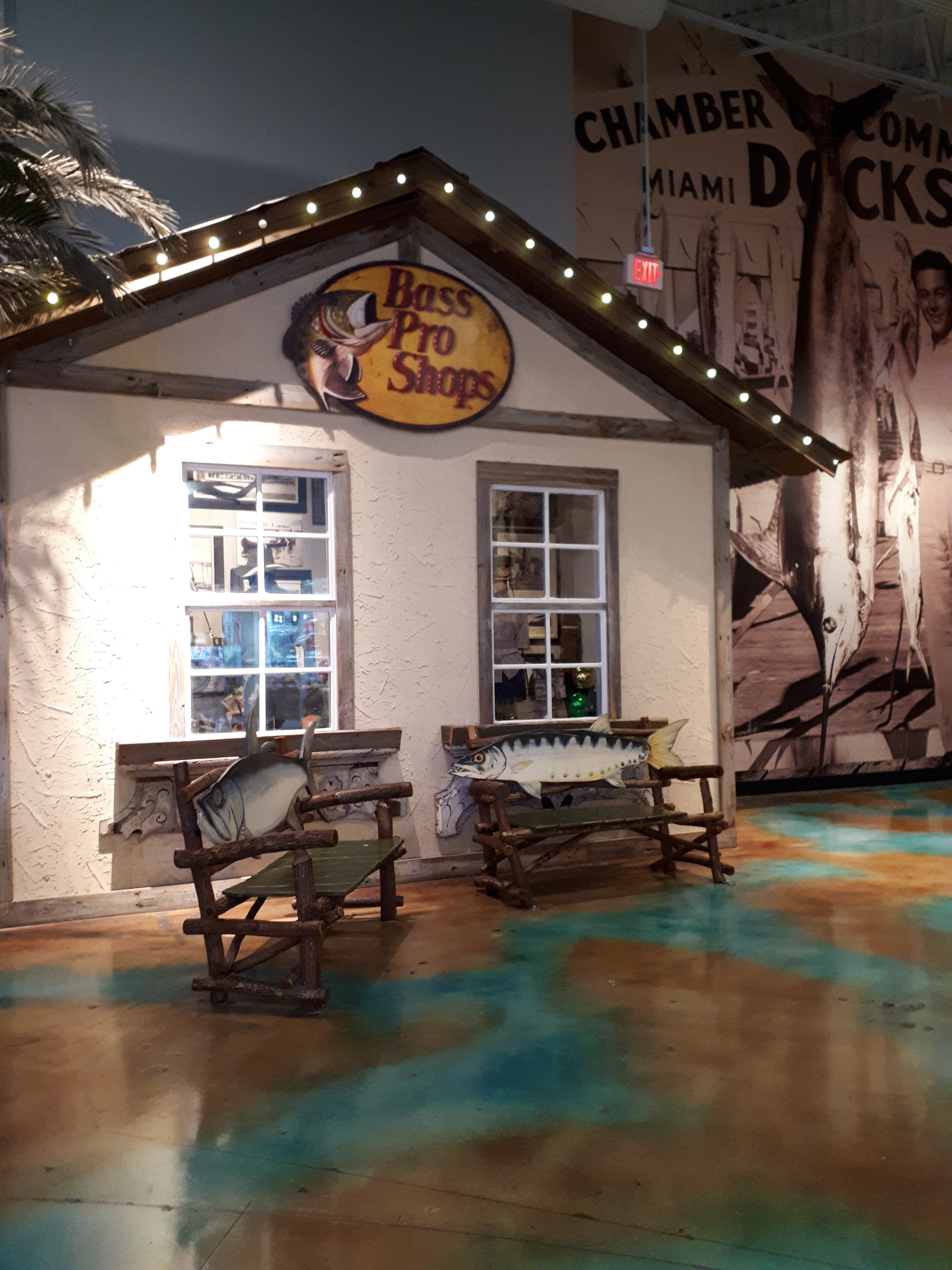
Bass Pro Shops, seit 2005 einer der Ankermieter der Dolphin Mall (2017)

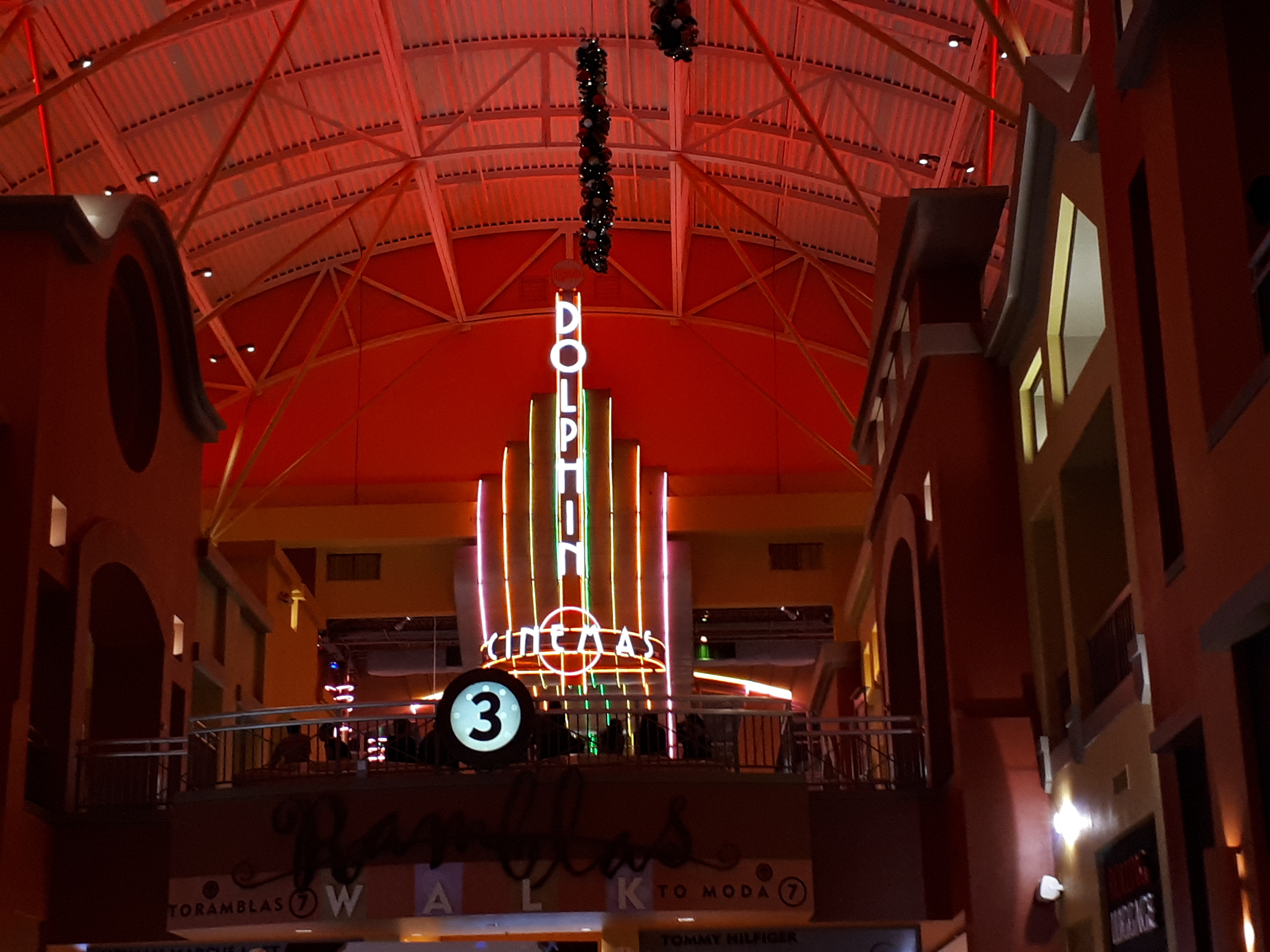
Das Cobb Dolphin 19 Cinema ist ein weiterer Ankermieter des Einkaufszentrums. (2017)

Zu den größten Mietern bzw. Ankermietern der Mall zählen Bloomingdale’s, Burlington, Cobb Theatres, Forever 21, H&M, Marshalls/HomeGoods, Neiman Marcus, Saks Fifth Avenue, Old Navy, Ross Dress for Less, Sam Ash Music, Dave & Buster’s, The Cheesecake Factory, Texas de Brazil oder Victoria’s Secret. Ein weiterer großer Ankermieter ist Bass Pro Shops, der im Jahre 2005 eine Pacht für 20 Jahre abschloss und rund 100.000 Quadratfuß Verkaufsfläche für seine Bass Pro Shops Outdoor World erhielt. Kurz darauf wurde auch der Bau eines Hotels der Hotelkette Courtyard by Marriott bekanntgegeben. Heute (Stand: März 2019) befinden sich in unmittelbarer Nähe zur Mall mit dem Courtyard by Marriott, den Homewood Suites by Hilton und dem Hilton Garden Inn gleich drei größere Hotelketten.

## Lage
Die Dolphin Mall befindet sich direkt am Dolphin Expressway (im Süden), sowie dem Florida’s Turnpike (im Westen) und ist nur wenige Kilometer westlich vom Miami International Airport entfernt. Das Einkaufszentrum ist mit dem Auto erreichbar, wofür 8500 Parkplätze – anfangs waren es 7800 Parkplätze – zur Verfügung stehen. Außerdem wird Valet-Parken angeboten; unter der Woche für sieben US-Dollar und am Wochenende (Freitag, Samstag und Sonntag) für zehn US-Dollar. Gut zu erreichen ist die Mall auch mit öffentlichen Verkehrsmitteln; so fahren die Verkehrsunternehmen Metrobus und Greyhound die Mall an. Mit den Eisenbahngesellschaften Tri-Rail oder Metrorail ist das Einkaufszentrum ebenfalls zu erreichen, wobei sich jedoch direkt bei der Mall keine Haltestelle befindet.

## Sonstiges

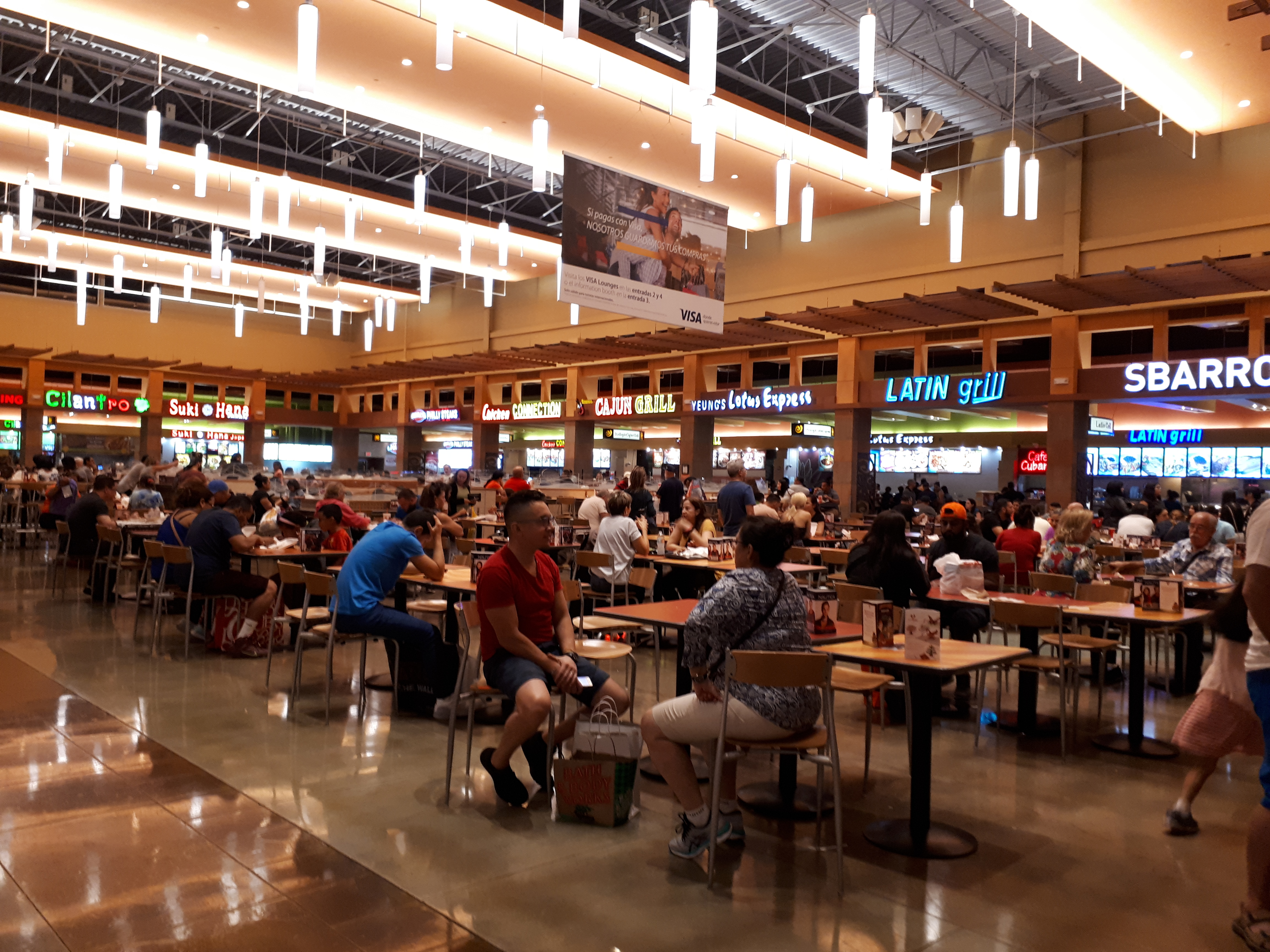
Food-Court der Dolphin Mall (2017)

Im Oktober 2017 wollte ein aus Honduras stammender und in den USA lebender 53-jähriger IS-Sympathisant einen Sprengsatz im stark frequentierten Food-Court der Dolphin Mall zur Explosion bringen. Am 14. März 2018 wurde der 53-Jährige vom Gericht schuldig gesprochen und in weiterer Folge am 30. Mai 2018 zu 20 Jahren Haft verurteilt.